# 梅爾·羅賓斯 (理髮師)
梅爾·羅賓斯（Merle Robbins，1911年9月12日—1984年1月14日）是紙牌遊戲UNO的發明者。他是一位來自俄亥俄州的理髮師。
1971年，為了解決他和兒子之間關於Crazy Eights紙牌遊戲規則的爭論，他發明了UNO。最初的UNO便誕生在他們家的飯桌上。之後，梅爾·羅賓斯及其子因UNO牌而賺了8000美元，製作並且銷售5000副UNO牌。最初，他把牌放在他的理髮店門口銷售。1981年，以他名下在全球售出的UNO牌使他獲得了50000美元，外加每副牌10%的版權費。
如今UNO牌由玩具業巨頭美泰兒公司在80個國家生產，並在世界各地售出了1.51億副。
梅爾·羅賓斯於1984年去世。